# William Pitt mladší
William Pitt mladší (28. květen 1759 – 23. leden 1806) byl britský politik. Roku 1783 se ve věku 24 let stal nejmladším britským premiérem. Poté roku 1801 z úřadu odstoupil, ale od roku 1804 až do své smrti se do této pozice znovu vrátil. Je označován jako William Pitt mladší, aby nedošlo k záměně s jeho otcem Williamem Pittem starším, který byl také významným britským politikem a zastával i funkci britského premiéra.
Pitt byl předsedou britské vlády v době panování Jiřího III. a v době kdy v Evropou zmítala francouzská revoluce a napoleonské války. Pitt, i když je zařazován mezi Torye, sám sebe označoval jako nezávislého Whiga a byl odpůrcem striktního rozdělení stranické příslušnosti.

## Mládí
William Pitt byl druhým synem Williama Pitta staršího a narodil se 28. května 1759 v Hayesu v hrabství Kent. Jako hoch byl vzděláván doma a rychle se naučil latinsky a řecky. Roku 1773 začal studovat na Pembroke College v Cambridge filozofii, klasiku, matematiku, trigonometrii, chemii a dějiny.
Jeho otec zemřel roku 1778. Jako druhý syn zdědil pouze malé množství finančních prostředků. Studoval práva na Lincoln's Inn a získal právo provozovat právní praxi.

## Počáteční politická kariéra
Ve všeobecných volbách roku 1780 se Pitt snažil získat místo v parlamentu za Cambridgeskou univerzitu, ale neuspěl. S podporou svého přítele Charlese Mannerse získal v doplňovacích volbách v lednu 1781 křeslo za malý obvod (rotten borough) Appleby. Ironií jeho vstupu do parlamentu je to, že se sám později zasazoval o zrušení malých volebních obvodů ovládaných šlechtici.
V parlamentu se nejprve připojil k Charlesi Jamesi Foxovi, podobně jako jeho otec podporoval ukončení války s americkými koloniemi a požadoval, aby vláda Fredericka Northa uzavřela mír. Northova vláda padla roku 1782 a novou sestavil Charles Watson-Wentworth. Ten nabídl Pittovi méně důležité místo zástupce ministra financí Irska, což Pitt odmítl. Watson zemřel pouhé tři měsíce poté, co se stal premiérem a sestavením vlády byl pověřen William Petty. Mnoho whigů se odmítlo stát členy této vlády, ale Pitt přijal místo ministra financí.
Fox, který byl Pittovým politickým soupeřem, vytvořil koalici s Northem a spolu svrhli Watsonovu vládu. Král Jiří III., který nesnášel Foxe pro jeho radikální názory, nabídl sestavení vlády Pittovi. Ten to ale pro slabou podporu v parlamentu odmítl a vznikla tak koaliční vláda, v jejímž čele stál William Cavendish-Bentnick. Pitt byl sesazen ze své pozice a připojil se k opozici. Pro oslabení koalice Foxe a North začal prosazovat reformu volebního systému, především s ohledem na snížení korupce.

## Cesta k moci
Foxova a Northova koalice skončila v prosinci 1783 poté, co Fox přednesl návrh zákona o reformě Východoindické společnosti. Ten se setkal se silným odporem krále, jenž varoval členy Sněmovny lordů, že bude ty, kteří tento zákon podpoří, považovat za své nepřátele. Po neúspěchu v prosazení tohoto návrhu král rozpustil vládu a pověřil jejím sestavením Pitta. Ten se ve dvaceti čtyřech letech stal nejmladším britským premiérem.
Aby snížil odpor opozice, nabídl Pitt Foxovi a jeho spojencům křesla ve vládě, ale protože odmítl účast Northa, byl tento návrh odmítnut. Vláda se dostala do defenzívy a byla poražena v lednu 1784 v hlasování o nedůvěře. Nicméně Pitt odmítl odstoupit. Opíral se o podporu krále, horní komory parlamentu i veřejnosti. Názory veřejnosti přiměly některé poslance později změnit názor na jeho podporu.
Navzdory porážkám v Dolní sněmovně setrval Pitt ve funkci a snažil se získat podporu u jednotlivých poslanců. V květnu 1784 se konaly všeobecné volby, ve kterých Pitt získal podporu a pohodlnou většinu.

## První období
Prvním počinem jeho vlády byl zákon reformující činnost Východoindické společnosti, který měl snížit možnost korupce. Byl vytvořen kontrolní výbor, který se zabýval činností této společnosti. Jejím členem byl i premiér a jejím prezidentem se stal ministr vnitra nebo ministr zahraničí. Součástí zákona byla i centralizace správy Indie a snížení pravomocí guvernérů v Bombaji a Čennaíi a vytvoření instituce generálního guvernéra.
Na poli vnitropolitickém se Pitt snažil prosadit zákon rušící malé volební obvody (rotten borough), ale nebyl schopen tomuto návrhu zajistit dostatečnou podporu a tak neuspěl. Dalším velkým úkolem bylo snížení státního dluhu, který dramaticky vzrostl po oddělení amerických kolonií. Aby dosáhl jeho snížení, vypsal nové daně a založil umořovací fond, do kterého byly odváděny výnosy nových daní.
Pro snížení vlivu Francie se Pittovi podařilo zorganizovat roku 1788 alianci s Pruskem a Nizozemskem. Toto spojenectví mu umožnilo odrazit požadavky Španělska na nadvládu nad západním pobřežím jižní a severní Ameriky.
Roku 1788 čelila Británie krizi, když se zdravotní stav Jiřího III. zhoršil natolik, že nebyl schopen plnit povinnosti panovníka. Právní systém neuváděl jak řešit situaci, kdy je vládnoucí panovník duševně chorý a jestli má být ustanoven regent. V parlamentu existovala shoda, že jediným vhodným kandidátem na regenta je králův nejstarší syn Jiří IV. Ten byl spojencem Jamese Foxe, což by pro Pitta znamenalo odvolání. Parlament ale debatoval technické detaily regentství několik měsíců a v době kdy byl zákon předán k projednání se Jiří III. zotavil.
Výsledky všeobecných voleb roku 1790 přinesly vládě pohodlnou většinu a Pitt pokračoval ve funkci premiéra. Věnoval se mimo jiné řešení jednoho z problémů souvisejícího s expanzí Britského impéria, budoucnosti Kanady. Podle ústavního zákona z roku 1791 byla provincie Québec rozdělena na část převážně francouzskou a druhou převážně anglickou. Král Pittovi navrhl udělení podvazkového řádu, ale ten to odmítl.

## Francouzská revoluce
Francouzská revoluce povzbudila debaty o parlamentní reformě, kterou se Pitt pokusil roku 1785 prosadit. Zastánci reforem byli označeni za radikály spojené s francouzskou revolucí a debata o změnách byla ukončena. Roku 1794 Pittova vláda tři z reformátorů obvinila ze zrady. Parlament schválil zákon trestající vydávání pobuřujících názorů a privilegium o legitimním zacházení habeas corpus bylo zrušeno. Následovaly další zákony omezující právo veřejných shromáždění a vytváření spolků a organizací.
Válka s Francií vyčerpala veřejné finance Velké Británie. Roku 1797 byl Pitt nucen chránit zlaté rezervy země a zakázal výměnu bankovek za zlato. Británie pak používala papírové bankovky dalších dvacet let. Pitt také zavedl v Británii první daň z příjmu, která měla redukovat ztráty z výběru přímých daní způsobené snížením objemu obchodů. Druhá protifrancouzská koalice sestávající z Británie, Rakouska, Ruska a Osmanské říše se rozpadla po porážce Rakouska v bitvě u Marenga a země tak musela Francii vzdorovat osamoceně.

## Rezignace
Francouzská revoluce aktivizovala náboženské a politické problémy v Irsku, jehož králem byl panovník Velké Británie. Roku 1798 nacionalisté vyvolali vzpouru v naději, že jim Francouzi pomohou svrhnout monarchii. Pitt věřil, že jediným řešením je spojení obou zemí. Po porážce povstání začal uplatňovat tuto ideu. Unie vznikla na základě zákona o sjednocení z roku 1800. Velká Británie a Irsko byly spojeny od 1. ledna 1801 do jednoho království Spojeného království Velké Británie a Irska.
Pitt se snažil stabilizovat nové království ústupky vůči katolíkům, kteří v Irsku tvořili většinu obyvatelstva. Chtěl zrušit některá omezení pro katolíky. Jiří III. ale byl zásadně proti emancipaci katolíků a uváděl, že při své korunovační přísaze slíbil chránit Anglikánskou církev. Pitt nebyl schopen jeho názor změnit a tak 16. února 1801 odstoupil a umožnil svému spojenci Henrymu Addingtonovi vytvořit novou vládu. Ten se ale ujal svého úřadu až 14. března poté, co se král zotavil po záchvatu nemoci a byl schopen ho formálně pověřit sestavením nové vlády.
Poté, co byla Francouzská republika uznána Ruskem roku 1799 a Rakouskem roku 1801 byla uzavřena mírová dohoda mezi Británií a Francií, která ukončila francouzské revoluční války. Roku 1803 ale válka mezi Británií a Francií vedenou Napoleonem vypukla znovu. Addington při sestavování vlády nabídl křeslo i Pittovi, ale ten tuto možnost odmítl a připojil se k opozici. Addington tak stál proti spojené opozici Pitta i Foxe a protože nebyl schopen získat v parlamentu dostatečnou podporu v květnu 1804 rezignoval.

## Druhé období
Pitt se stal podruhé britským premiérem 10. května 1804. Původně chtěl vytvořit širokou koalici, ale král nesouhlasil se zapojením Foxe do vlády a spojenci Addingtona se také připojili k Pittovým kritikům. Jeho vláda tak měla daleko menší podporu, než v jeho prvním funkčním období.
Británie musela čelit velkému tlaku ze strany napoleonské Francie. Díky Pittově snaze se Británie připojila k takzvané třetí koalici s Rakouskem, Ruskem a Švédskem. V říjnu 1805 britské námořnictvo vedené Horatiem Nelsonem rozhodně zvítězilo v bitvě u Trafalgaru a potvrdilo tak námořní nadvládu Británie. Koalice ale utrpěla porážku v bitvě u Ulmu a v bitvě u Slavkova.
Vojenské neúspěchy měly zničující vliv Pittovo jeho zdraví a 23. ledna 1806 zemřel na otravu jater. Na jeho počest byl vypraven veřejný pohřeb a vznikl plán na postavení Pittova památníku. Byl pohřben ve Westminsterském opatství. Jeho nástupcem ve funkci premiéra se stal William Wyndham Grenville, který sestavil vládu i za účasti Jamese Foxe.

## Odkaz
William Pitt mladší byl vlivným premiérem, který konsolidoval moc úřadu premiéra. I když byl někdy kritizován i členy svého kabinetu ustanovil funkci premiéra jako vedoucí pozici a koordinátora vládní administrativy. Nicméně nebyl nejvlivnější osobou země, protože vliv Jiřího III. zasahoval i do vlády. Pitt se stal premiérem především pro své dobré styky s panovníkem, nikoli pro podporu ze strany dolní komory parlamentu.
Jedním z jeho největších úspěchů byla stabilizace veřejných financí po Americké válce o nezávislost. Pomohl snížit státní dluh a provést reformy daňového systému, která zvýšila jeho efektivitu. Některé jeho další plány jako byla reforma volebního systému, emancipace katolíků a zákaz obchodu s otroky se mu prosadit nepodařilo.